# Caupolicán Ovalles (escritor)
Honorio Rafael Caupolicán Ovalles Colmenares (24 de abril de 1936 en Guarenas, Venezuela-23 de febrero de 2001 en Caracas, Venezuela) fue un poeta de las letras venezolanas. Perteneció al periodo de las vanguardias de los años sesenta y tuvo influencias del Surrealismo francés y los Beatniks norteamericanos.
Participó activamente en diversos grupos literarios y artísticos como el movimiento vanguardista e iconoclasta El Techo de la Ballena, Sol Cuello y Cortado, La Pandilla de Lautréamont, que marco la literatura venezolana en los convulsionados años sesenta,  y el movimiento bohemio La República del Este en la década de los setenta, entre los más conocidos. Sus obras poéticas más elogiadas son:     ¿Duerme usted señor presidente? (1962),     Elegía a la muerte de Guatimocín, mi padre, alias El Globo   (1967). Copa de huesos, Profanaciones (1972), y Sexto Sentido u Diario de Praga (1973).  En 1973 recibe el Premio Nacional de Literatura por su poemario compilatorio Copa de huesos (1972)

## Biografía
Caupolicán Ovalles pasa su infancia y cursa sus primeros estudios en los Altos Mirandinos, donde sus padres, Guatimocín Ovalles González y Elba Colmenares Peñuela, ejercen como maestros de escuela. Guatimocín muere cuando Caupolicán tenía 8 años de edad, en marzo, en septiembre, estudia primaria en el colegio Salesiano de Sarria, como interno. Lo afecta mucho separarse de su mundo familiar y del espacio rural para venirse a Caracas a un medio extraño. Cuando su madre lo visita exige que se lo regresen pero eso no sucede.  Su padre había dispuesto antes de morir que lo internaran. Era muy inquieto, callejero, independiente, mimado por el padre.
Comienza en 1951 a estudiar bachillerato en el liceo Francisco de Miranda en los Teques. Lee un libro de poesía de Antonio Machado que había pertenecido a su padre, lo sorprende, despierta su vocación por la escritura de esa poesía “tan buena”. En la biblioteca paterna están las obras de Baroja, Valle Inclán, Unamuno, Benavente. Se dedica a leerlas. Vive en San pedro de los Altos.
Concluye el cuarto año, en 1954, viaja a Caracas a vivir en la casa de su abuelo Víctor Manuel Ovalles en la plaza del Panteón para estudiar el curso pre universitario en el liceo Andrés Bello. Conoce a Moisés Moleiro, Bayardo Sardi y Américo Martin. Se hace militante de la resistencia en la juventud de AD. Lee a Hermann Hesse. No se separa de los textos de poesía de Rilke. En 1954 es centenario del nacimiento de Rimbaud. Se acerca a la poesía del autor de La temporada en el infierno, a partir de artículos y las selecciones que aparecen en las páginas del Papel literario del Nacional. Lee la Revista Nacional de Cultura. Los cuadernos de la asociación de escritores, los cuadernillos de poesía que publica Vicente Gerbasi. En la casa hay miles de libros, folletos, revistas. Los ordena y se detiene en lo que le interesa. Escribe poesía. Dialoga con el abuelo.
Ingresa en 1956 a la Escuela de Derecho de la UCV. En la universidad se incorpora en la juventud de AD. Conoce a Victor Valera Mora. Se relaciona con los escritores y poetas que se reúnen en la casa del escritor. Hace amistad con el poeta Rafael José Muñoz, valeroso dirigente de la izquierda e inigualable escritor. Luis Pastori y José Ramón Media son amables anfitriones de la casa del escritor.
Caupolicán es detenido por su participación en agitaciones contra la dictadura de Marcos Pérez Jiménez en 1957. Escribe poesía, participa en los recitales de la resistencia. Lee a Saint Jhon Perse, Faulkner, conoce a los integrantes del grupo Sardio. Ese mismo año, su familia consigue enviarlo a la Universidad de Salamanca para que estudie Derecho. En España, Caupolicán, además de estudiar y obtener su grado en Derecho, hace buena amistad con Carlos Contramaestre y Alfonso Montilla, con quienes se dedica a experimentar con expresiones artísticas y literarias; en ese momento comienza a gestarse El Techo de la Ballena.
Se integra a El Techo de la Ballena en Caracas, Carlos Contramaestre les propone retomar aquella idea del grupo que habían concebido en sus años de estudio en Salamanca.  El Techo de la Ballena es fundado por Edmundo Aray, Alberto Brandt, Juan Calzadilla, Carlos Contramaestre, Salvador Garmendia, Daniel González, Adriano González León, Efraín Hurtado, Rodolfo Izaguirre, Francisco Pérez Perdomo, Dámaso Ogaz y Caupolicán Ovalles. El grupo se mantendrá activo hasta 1967.
Caupolicán forma parte de varios partidos políticos. Participa en la fundación del Movimiento de Izquierda Revolucionaria (MIR) en 1960 y milita en dicho partido hasta 1962. Ese mismo año comienza a militar en el Partido Comunista de Bogotá, más tarde se integraría al Partido Comunista de Venezuela.
Caupolicán regresa a Venezuela en 1963 y participa en el consejo editorial del último número de Sardio. Al disolverse Sardio, se une al grupo artístico-literario El Techo de la Ballena, impulsado por Carlos Contramaestre en Caracas. Ese mismo año publica, a través de Ediciones del Techo de la Ballena, su primer poemario ¿Duerme usted, señor presidente?, en donde alude directamente a Rómulo Betancourt, presidente de turno en la República de Venezuela. Esta mención le vale a Caupolicán una estadía preventiva en Colombia, donde se relaciona con los nadaístas, grupo vanguardista con intenciones afines a las que buscaba El Techo de la Ballena.
En 1968 El Techo de la Ballena pierde su fuerza inicial y el terreno se prepara para la fundación de La República del Este, en la cual Caupolicán será mejor conocido como "Padre de la Patria"
.En 1967 este publica el poemario Elegía a la muerte Guatimocín, mi padre, alias el Globo, al cual él mismo se refiere como un libro anti-padre. También menciona que quien fue verdaderamente su padre fue su abuelo el Dr. Víctor Manuel Ovalles. De este heredaría, años después, su enorme biblioteca personal
En 1972 Caupolicán es nombrado Secretario General en el Instituto Nacional de Cultura y Bellas Artes (INCIBA). Trabajó como guionista del Canal 8. También fue Presidente de la Asociación de Escritores de Venezuela, la cual preside hasta su muerte bajo el nombre -cambiado por él- de Federación de Escritores de Venezuela.
El poeta muere el 23 de abril de 2001 y meses después se publica su último poemario, Alfabetarium. Sus herederos donaron su inmensa biblioteca a la Biblioteca Nacional de Venezuela.

## Grupos literarios

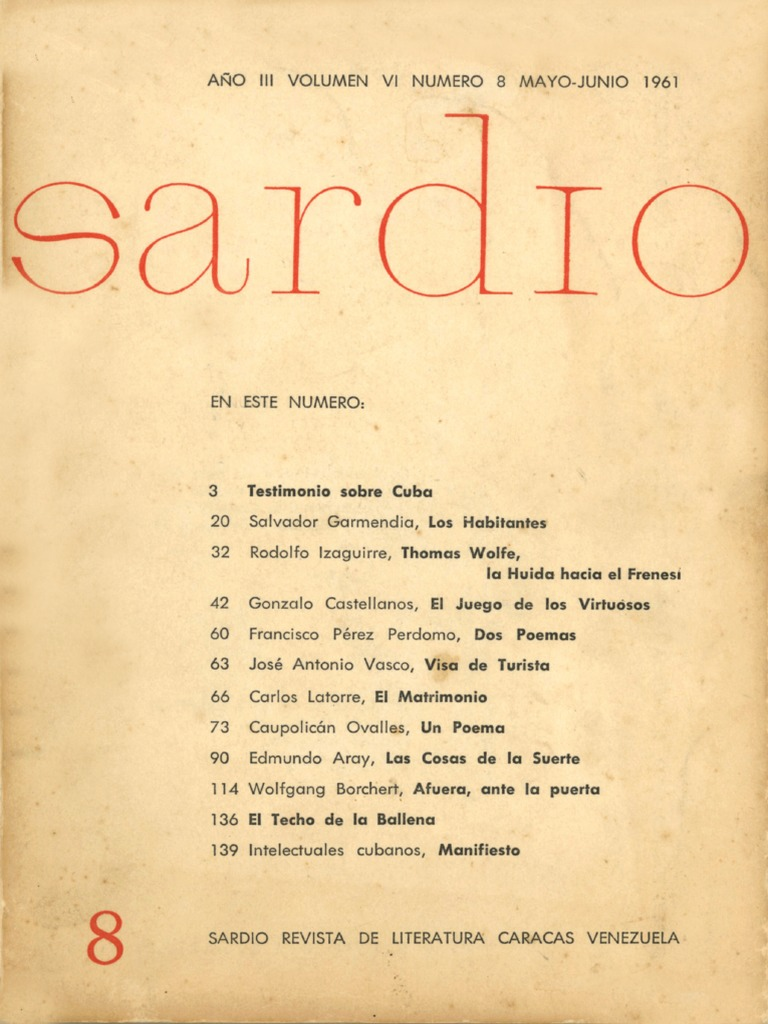
Sardio N.º 8

### Sardio
Sardio (1954-1961)  se constituyó como grupo en oposición a la dictadura de Marcos Pérez Jiménez, su propuesta fue tanto estética como política. Luego de la caída de la dictadura crean una revista homónima (1958 - 1961), se editaron 8 números en total. En 1961 el grupo se disuelve por diferencias políticas.
El grupo estaba conformado por escritores, poetas y pintores; entre ellos Guillermo Sucre, Gonzalo Castellanos, Elisa Lerner, Salvador Garmendia, Caupolicán Ovalles, Adriano González León, Luis García Morales, Rómulo Aranguibel, Efraín Hurtado, Antonio Pasquali, Francisco Pérez Perdomo, Rodolfo Izaguirre, Edmundo Aray.
Caupolicán participa en la junta editorial del último número que editó la revista Sardio. En dicho número, en la última página, aparece el primer manifiesto de El Techo de la Ballena titulado Para la restitución del magma.

### El Techo de la Ballena
"Nosotros, el 11 de diciembre de 1958, fundamos en Salamanca El Techo de la Ballena tomando como referencia un libro de Borges. El Techo de la Ballena significa el mar en el lenguaje de los antiguos islandeses, creo. Estábamos tres trujillanos: Carlos Contramaestre, Alfonso Montilla, un estudiante de medicina al cual llamaban «maestro Vergara» o «el viejo Vergara» y yo." (Extracto de entrevista realizada por Carmen Virginia Carrillo a Caupolicán Ovalles)
El Techo de la Ballena (1961-1968) surgió como grupo artístico-literario de parte de algunos miembros, afines a las ideologías de izquierda, a del grupo Sardio, entre ellos Caupolicán. El grupo mantuvo una publicación periódica de tres números llamada Rayado sobre el Techo. El 24 de marzo de 1961 inauguraron su primera exposición titulada "Para restituir el magma", en la Galería del Techo, ubicada en la ya desaparecida Urbanización El Conde. La exposición estuvo acompañada por un manifiesto homónimo publicado en el Rayado sobre el Techo #1.

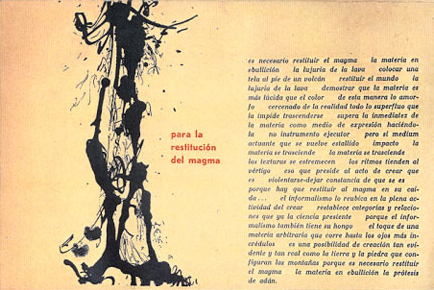
manifiesto

El Techo de la Ballena ha sido caracterizado por la crítica como un grupo vanguardista con propósitos revolucionarios y medios multidisciplinarios. Tuvo su principal acción entre 1961 y 1968 Entre sus manifestaciones más explosivas está la publicación de ¿Duerme usted, señor presidente? de Caupolicán Ovalle en mayo de 1962 y “El Homenaje a la Necrofilia”, de Carlos Contramaestre.
Entre 1961 y 1968, los miembros del Techo de la ballena se dedicaron, alevosamente, a “deconstruir” el discurso oficial de la cultura nacional. En compañía de escritores y artistas plásticos tales como Adriano González León, Carlos Contramaestre, Daniel González, Edmundo Aray, Salvador Garmendia, Efraín Hurtado, Rodolfo Izaguirre y Dámaso Ogaz, entre otros, sacudieron las aburridas y académicas estructuras sobre las cuales se habían edificado los iconos clásicos de las letras y las artes venezolanas. En tal sentido, todos ellos y en particular Caupolicán Ovalles, fueron unos denodados “iconoclastas”, creadores empeñados en generar una visión distinta de la realidad y a contracorriente de los factores estéticos y éticos que por entonces caracterizaban al país. 
Algunos de sus integrantes más destacados e importantes fueron Adriano González León, Alberto Brandt, Carlos Contramaestre, Caupolicán Ovalles, Dámaso Ogaz, Daniel González, Edmundo Aray, Efraín Hurtado, Francisco Pérez Perdomo, Rodolfo Izaguirre y Salvador Garmendia, entre otros.

### Sol cuello cortado
Sol cuello cortado (1964) surge como revista paralela a El Techo de la Ballena, se editaron seis números de poesía nueva. Fue fundada por Caupolicán Ovalles en conjunto con Héctor Silva Michelena y más adelante participaron Ludovico Silva y Alfredo Silva Estrada.

### La Pandilla de Lautréamont
La Pandilla de Lautréamont surge después de la desintegración de El Techo de la Ballena. Reunirse en torno a una revista literaria no estaba dando resultado, como fue el caso de Sardio, El Techo de la Ballena y Sol cuello cortado. Después de convivir con los nadaístas en Colombia, Caupolicán se da cuenta de que es necesario un grupo abierto, que esté imbricado con la sociedad y que no gire en torno a una expresión estética sino en torno a la conversación. De esta manera se integraron Victor Valera Mora, Carlos Noguera, Luis Camilo Guevara, Mario Abreu, José Barroeta, y Elí Galindo a la llamada Pandilla de Lautréamont. El sitio de reunión era un bar en Sabana Grande llamado El Viñedo, ahí se comenzaron a hacer los mítines de la pandilla. En uno de ellos realizado en octubre de 1968 Caupolicán se nombró Presidente de la recién fundada La República del Este.

## La República del Este
“La República del Este nace, en realidad, como la conclusión de varios intentos de asociaciones y de experiencias de grupos literarios, entre ellos la lógica línea que va de Sardio al Techo de la Ballena, del Techo de la Ballena a Sol Cuello Cortado, y de éste al grupo Pandilla de Lautrémont." (Fragmento de entrevista a Caupolicán Ovalles, por Mary Ferrero. Publicada en el primer número de la revista de la República del Este).
Constituido como grupo abierto, La República del Este   ubicaba en el llamado Triángulo de las Bermudas de Sabana Grande, entre los bares/restaurantes Franco's, Camilo's y Il Vecchio Mulino. Se pretendía fundar una República diametralmente opuesta a la que oficiaba en El Palacio de Miraflores, ubicado en el Oeste de Caracas.  Editaron cinco números de una revista homónima, en la cual Caupolicán participó como asesor junto a Adriano González León.
Fueron reconocidos públicamente por primera vez en 1970 por la Asociación de Escritores Venezolanos, durante un foro sobre José Antonio Ramos Sucre. Ese mismo año creció la población de la República, teniendo por causa la Renovación de la Escuela de Letras (Universidad Central de Venezuela). Pero el gran crecimiento demográfico llegó en 1974: se integraron personas de todo tipo que no tenían relación con el origen político-literario del grupo. Debido a la mixtura del grupo se fundó "El área mágica", conformada por la gente que venía de la década de los sesenta, de las escuelas de letras y los poetas, tal vez se puede considerar el antecedente más lejano de la revista de La República del Este. 
A pesar de la gran afluencia y confluencia de personas, entre los miembros fijos se cuentan a Adriano González León, Andrés Aguilar,  Argimiro Briceño León, Caupolicán Ovalles, Daniel González, David Alizo, Denzil Romero, Enrique Hernández D’Jesus, Elí Galindo,  Elías Vallés,  Héctor Myerston,  la Negra Maggi,  Luis Camilo Guevara, Luis Correa,  Luis Salazar,  Luis Sutherland,  Manuel Alfredo Rodríguez,  Manuel Matute,  Mary Ferrero,  Mateo Manaure,  Orlando Araujo,  Paco Benmamán,  Pepe Luis Garrido, Rubén Osorio Canales,  Salvador Garmendia, Mi yó Vestrini, Víctor Valera Mora, entre otros.
En 1973 se tambalea la institucionalidad en la República del Este y los golpes se vuelven habituales. Dice el propio Caupolicán en la entrevista que concedió a Mary Ferrero al respecto: "Legalicé el golpe de estado como arma válida, acabé con la armazón administrativa,  establecí un nuevo orden internacional. El triunfo de mi candidatura significó la anarquía y la victoria del pensamiento surrealista."

## La Gran Papelería del Mundo
Caupolicán hereda de su abuelo el Dr. Víctor Manuel Ovalles una gran biblioteca surtida de literatura nacional, bautizada como La Gran Papelería del Mundo por Pablo Neruda, en una visita que hiciera el poeta chileno a la casa de los Ovalles, en 1968.
Gracias a esta biblioteca podemos ver otra faceta de Caupolicán: como riguroso investigador histórico y también editor de textos. Con Ediciones La Gran Papelería del Mundo editó libros que consideraba importantes para conocimiento general de la historia del país, tales como ¡Alto esa Patria! Hasta segunda orden. Autobiografía de Braulio Fernández (1969); La Gran Papelería del Mundo toma por asalto San Juan de los Morros (1980); El Llanero (1990), de Víctor Manuel Ovalles, su abuelo; y las Memorias de Pedro Núñez de Cáceres (1993).
También realizó exposiciones con material de la biblioteca. En 1974 tiene lugar la “Exposición 1501-1974. La Gran Papelería del Mundo”, organizada por la Asociación Pro-Venezuela. En 1977 Caupolicán realiza la exposición “Venezuela: Capitanía General (1777-1977)” en el Salón de Arte CANTV, con materiales de La Gran Papelería.

## Obras literarias
- 1962: ¿Duerme usted, señor presidente?. Ediciones del Techo de la Ballena.
- 1963: En uso de razón. Ediciones Tubulares N° 1.
- 1967 Elegía a la muerte de Guatimocín, mi padre, alias el Globo. Ediciones del Techo de la Ballena.
- 1972: Copa de huesos. Profanaciones. Editorial La Gran Papelería del Mundo.
- 1973: Sexto sentido u diario de Praga. Ediciones UCV.
- 1973: ¡Ha muerto un colmenar de la colmena!. Ediciones en Homenaje a Rafael José Colmenares.
- 1980: Canción anónima / Para canción / Canción para Evita Paraíso / Los mil picos de agua. Ediciones de La Gran Papelería del Mundo.
- 1980: El pumpá volador de Armando. Ediciones María de Mase.
- 1986: Yo, Bolívar rey.   Contexto Audiovisual III.
- 1989: Convertido en pez viví enamorado del desierto. Ediciones UCV.
- 1996: Usted me debe esa cárcel, Conversaciones en La Ahumada. Rayuela Taller de Ediciones.
- 1998: El Almirante duende. Rayuela Taller de Ediciones.
- 2001: Alfabetarium. La Casa Nacional de las Letras. (póstumo)
- 2016: En (des)uso de la razón. Antología poética y otros textos. Rayuela Taller de Ediciones.

## Influencia y crítica
La obra de Caupolicán conversa estética y políticamente con otras grandes obras de su tiempo, como la del antipoeta chileno Nicanor Parra, la del exteriorista nicaragüense Ernesto Cardenal, o la de los argentinos Osvaldo Lamborghini y Néstor Perlongher. Así mismo, su poesía puede situarse dentro de lo que el escritor cubano Severo Sarduy llamó “neobarroco”, y leerla a través de la arquitectura colonial, en relación con las convulsiones y transformaciones urbanas de Caracas durante la segunda mitad del siglo XX. En la tradición poética venezolana se sitúa en la misma línea de autores como Salustio González Rincones, Darío Lancini y Rafael José Muñoz.
Entre los principales críticos y comentadores de su obra se encuentran Julio Miranda, Rafael Arráiz Lucca, Ángel Rama, Juan Liscano, Jesús Sanoja Hernández, Francisco Pérez Perdomo, Miguel Marcotrigiano, Francisco Ardiles, Carmen Virginia Carrillo, entre otros, de manera directa o indirecta.
Algunos de estos críticos coinciden en señalar que su obra contiene elementos que definirían ciertos rasgos de los grupos literarios Tráfico (1981) y Guaire (1982), con lo cual queda señalada la influencia y repercusión de su obra en las generaciones posteriores. De igual modo, podemos ver cómo esta continúa presente en la literatura venezolana contemporánea, como sucede, por ejemplo, en cierta poesía de Alejandro Sebastiani Verlezza y Diego Sequera.

## Reconocimientos
- 1973: Recibe el Premio Nacional de Literatura por Copa de huesos. Profanaciones.